# Vola Hanta Ratsifa Andrihamanana
Vola Hanta Ratsifa Andrihamanana (ur. 28 września 1970) – madagaskarska pływaczka.
Brała udział w igrzyskach olimpijskich w 1992 (Barcelona), na których startowała w dwóch konkurencjach (w obydwóch odpadła w eliminacjach).
Najpierw wystartowała w wyścigu na 100 m stylem klasycznym (29 lipca). Zajęła w swoim wyścigu eliminacyjnym ostatnie siódme miejsce (z czasem 1:17,77), a w końcowej klasyfikacji zajęła 38. miejsce wśród 43 zawodniczek. Dwa dni później startowała w eliminacjach 50 m stylem dowolnym. Zajęła drugie miejsce w swoim wyścigu eliminacyjnym (uzyskawszy czas 28,22), a ostatecznie zajęła 43. miejsce wśród 50 pływaczek.
Jej starsza siostra Bako, brała udział w igrzyskach olimpijskich w Moskwie (1980).